# Kättilstorp
Kättilstorp – miejscowość (tätort) w Szwecji, w regionie administracyjnym (län) Västra Götaland, w gminie Falköping.
Według danych Szwedzkiego Urzędu Statystycznego liczba ludności wyniosła: 231 (31 grudnia 2015), 237 (31 grudnia 2018) i 230 (31 grudnia 2019).